# Luigi de Magistris (Politiker)

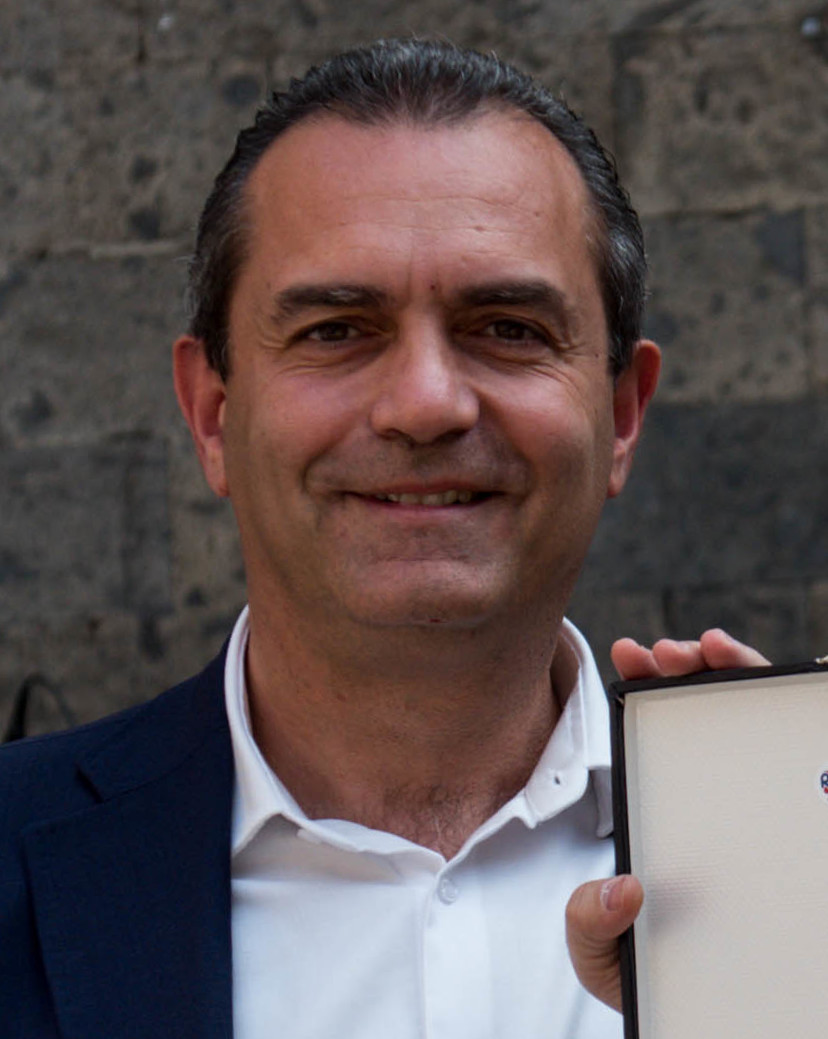
Luigi de Magistris (2018)

Luigi de Magistris (* 20. Juni 1967 in Neapel) ist ein italienischer Staatsanwalt und Politiker. Er wurde als Staatsanwalt durch mehrere Ermittlungen wegen Korruption gegen teilweise prominente Politiker bekannt. Er war von 2011 bis 2021 Bürgermeister von Neapel. Zuvor war er ab der Europawahl 2009 Mitglied des Europäischen Parlaments.

## Laufbahn als Staatsanwalt
De Magistris begann seine berufliche Laufbahn als Staatsanwalt 1995. Von 1998 bis 2002 arbeitete er in Neapel, danach in Catanzaro. Hier war er mit den Ermittlungen im sogenannten Poseidone-Fall beschäftigt, der sich mit der Veruntreuung von Strukturfonds-Geldern der Europäischen Union in Höhe von 200 Millionen Euro durch italienische Politiker befasste. Die Ermittlungen waren durch das Europäische Amt für Betrugsbekämpfung (OLAF) aufgenommen und 2005 an de Magistris übergeben worden. Im Jahre 2007 wurde de Magistris der Fall wieder entzogen, da ihm vorgeworfen wurde, er habe vertrauliche Informationen darüber veröffentlicht. Hierzu gehörten die Namen verschiedener Verdächtiger, darunter ein Senator der Forza Italia.
2007 befasste sich de Magistris mit dem Why-not-Fall, in dem es ebenfalls um die Veruntreuung öffentlicher Gelder ging. Auch zahlreiche bekannte Politiker waren von den Ermittlungen betroffen, unter anderem der italienische Justizminister Clemente Mastella. Dabei kam es wiederum zu Vorwürfen, dass de Magistris die Namen von Verdächtigen öffentlich gemacht hatte; Mastella forderte daher öffentlich dessen Versetzung. Schließlich wurde de Magistris der Fall wegen angeblicher Befangenheit gegen Mastella entzogen. In einem späteren Verfahren gegen de Magistris vor dem obersten Selbstverwaltungsorgan der italienischen Justiz (Consiglio Superiore della Magistratura) wurde der Vorwurf der Befangenheit jedoch widerlegt, ebenso wie der Vorwurf der Veröffentlichung von Amtsgeheimnissen. Durch diesen Fall wurde de Magistris in der italienischen Presse bekannt und trat auch mehrmals im italienischen Fernsehen auf.
Des Weiteren war de Magistris 2007 mit dem Fall Toghe Lucane befasst, einem umfangreichen Korruptionsfall in Basilicata, von dem mehrere bekannte Politiker, Staats- und Rechtsanwälte und Verwaltungsbeamten betroffen waren. Auch in diesem Fall forderte Justizminister Mastella, dass de Magistris der Fall entzogen werden solle, und erneut kam es zum Vorwurf, dass de Magistris im Zusammenhang mit der Ermittlung Amtsgeheimnisse veröffentlicht habe.
Der Disziplinarsenat des Consiglio Superiore della Magistratura verurteilte de Magistris im Februar 2008 wegen einer Reihe von Rechtsverletzungen (u. a. Anordnung von Hausdurchsuchungen ohne Grundlage, 26 Verhaftungen ohne Genehmigung des Untersuchungsrichters, Einleitung eines Geheimverfahrens unter Verletzung der Grundrechte der Betroffenen) und leitete seine Strafversetzung auf einen Richterposten ein.

## Politische Laufbahn
Im März 2009 kündigte de Magistris an, seine Tätigkeit als Staatsanwalt zu beenden und stattdessen in die Politik einzutreten und auf der Liste der Partei Italia dei Valori (IdV) bei der Europawahl in Italien 2009 anzutreten. Die IdV wird von Antonio Di Pietro geführt, der selbst als Staatsanwalt in bekannten Korruptionsfällen tätig war.
Bei der Wahl gewann de Magistris ein Mandat, wobei er nach Silvio Berlusconi von allen Politikern überhaupt die meisten Vorzugsstimmen auf sich vereinen konnte. Sein im Wahlkampf gemachtes Versprechen, seinen Posten in der Justiz aufzugeben, widerrief De Magistris nach der Wahl. Im Europäischen Parlament schloss er sich wie alle IdV-Politiker der liberalen Fraktion ALDE an und wurde zum Vorsitzenden des Ausschusses für Haushaltskontrolle gewählt.
Im Mai 2011 trat de Magistris als Spitzenkandidat eines linksliberalen Parteienbündnisses zur Kommunalwahl in Neapel an. Er verwies dabei überraschend Mario Morcone, den Vertreter des Partito Democratico von Bürgermeisterin Rosa Russo Iervolino (die selbst nicht mehr zur Wahl stand), auf den dritten Platz und zog dadurch in die Stichwahl um das Bürgermeisteramt gegen Giovanni Lettieri, den Kandidaten des Mitte-rechts-Bündnisses, an, in der er sich mit 65 zu 35 Prozent durchsetzte. Am 18. Juli 2011 legte er daraufhin sein Mandat als Europaabgeordneter nieder.
Im Dezember 2012 verließ de Magistris Italia dei Valori und gründete seine eigene politische Bewegung Movimento Arancione. Mit dieser trat er auf der Liste des linken Wahlbündnisses Rivoluzione Civile von Antonio Ingroia zu den Parlamentswahlen in Italien 2013 an; das Bündnis verfehlte jedoch mit 2,3 % der Stimmen den Einzug in das Abgeordnetenhaus. Im Februar 2017 wurde aus der Bewegung Democrazia Autonomia (DemA), die ihn bei den Kommunalwahlen 2016, bei denen er als Bürgermeister wiedergewählt wurde, unterstützt hatte, eine gleichnamige Partei, die zu den Parlamentswahlen in Italien 2018 als Teil des linken Wahlbündnisses Liberi e Uguali antrat.
Bei der Bürgermeisterwahl 2021 trat er nicht mehr an und versuchte stattdessen mit einem linkspopulistischen Bündnis bei der Regionalwahl in Kalabrien Regionalpräsident zu werden. Mit etwas mehr als 16 Prozent der Stimmen konnte er aber nur Platz drei erreichen.